# Ламер
Ла́мер (від англ. lame — покалічений, кульгавий) — у комп'ютерному сленгу так називають людину, що погано вміє користуватися комп'ютером, нездібну або яка принципово не бажає добре освоїти роботу на ньому.
Для професійного комп'ютерника це слово є образливе. Часто цей термін уживається для протиставлення поняттю «хакер» («комп'ютерний ґуру»). Слово «ламер» є синонімом до слова «чайник», проте останнє використовується більш широко для означення невмілої людини у будь-якій сфері діяльності.